# Trichogypsia
Trichogypsia é um gênero de esponja marinha da família Trichogypsiidae.

## Espécies
- Trichogypsia incrustans (Haeckel, 1870)
- Trichogypsia lichenoides (Haeckel, 1872)
- Trichogypsia villosa Carter, 1871